# روز برفی (فیلم ۲۰۰۰)
روز برفی (به انگلیسی: Snow Day) فیلمی محصول سال ۲۰۰۰ و به کارگردانی کریس کوچ است. در این فیلم بازیگرانی همچون کریس الیوت، مارک وبر، جین اسمارت، چوی چیس، جاش پک، اسکایلر فیسک، امانوئل شریکی، ایگی پاپ، پم گریر، جان اشنایدر، دامیان یانگ، دیوید پیتکاو، کارلی پوپ، رزاندا تامس و کاترین ایزابل ایفای نقش کرده‌اند.